# Ripetibilità
La ripetibilità è il grado di concordanza tra una serie di misure di uno stesso misurando (la grandezza oggetto di misurazione), quando le singole misurazioni sono effettuate lasciando immutate le condizioni di misura. In particolar modo, le misure devono rispettare le seguenti condizioni:
- deve essere mantenuto lo stesso metodo di misurazione;
- devono essere effettuate dallo stesso operatore;
- devono essere effettuate con lo stesso strumento di misura;
- devono essere fatte nel medesimo luogo;
- devono essere effettuate con le medesime condizioni di utilizzo dello strumento e del misurando;
- devono essere effettuate in un breve periodo.

La ripetibilità non va confusa con la riproducibilità, che valuta la concordanza dei risultati di misura variando una o più condizioni di misura.
La presenza di discordanze alle medesime condizioni di misura evidenzia l'esistenza di fonti d'errore casuale. Queste ultime sono un naturale effetto dell'impossibilità pratica di controllare alla perfezione tutte le infinite fonti di influenza. Quello che è fondamentale, nella pratica, è che le discordanze non siano così ampie da rendere la misura non significativa. La valutazione della ripetibilità è dunque fondamentale nella definizione della precisione della misura.

## Errore di ripetibilità
Gli errori che si evidenziano quando si effettuano valutazioni della ripetibilità sono chiamati errori di ripetibilità, e costituiscono un elemento nella valutazione dell'incertezza di misura.
L'errore di ripetibilità costituisce di fatto il limite inferiore della massima precisione ottenibile dalle misure. Questo perché, mentre gli errori sistematici potrebbero essere migliorabili (con un controllo delle condizioni di contorno, un miglioramento strumentale o metodologico), gli errori casuali per definizione no.
Le fonti di errori casuali sono infinite, a volerne citare qualcuna di esempio:
- instabilità propria del misurando (rumori di fondo, moto browniano);
- errori di lettura da parte dell'operatore;
- disturbi su circuiti elettrici;
- valore d'accelerazione gravitazionale locale;
- deformazione elastica di strutture di sostegno o attrezzature;
- instabilità delle condizioni ambientali (convezione atmosferica, irraggiamento infrarosso).
- ripetibilità propria degli strumenti di misura (errori di ripetibilità strumentali).

### Valutazione quantitativa
Per valutare quantitativamente l'errore di ripetibilità è necessario effettuare una serie significativa di misure nelle quali le condizioni di contorno non siano mutate.
Comunemente questo errore è espresso come il massimo scostamento rilevato in una serie significativa di misure:
{\displaystyle E_{rip}=V_{max}-V_{min}}
dove:
{\displaystyle E_{rip}} = errore di ripetibilità
{\displaystyle V_{max}}= valore massimo misurato
{\displaystyle V_{min}}= valore minimo misurato

### Approccio statistico
Con la pubblicazione della ISO-GUM e la diffusione dell'approccio statistico nella determinazione della precisione delle misure, la ripetibilità viene sempre più espressa quantitativamente in termini di dispersione dei risultati di misura.
Andando ad analizzare una caratteristica metrologica pensata per valutare errori casuali, ci si aspetta una distribuzione gaussiana dei valori letti; pertanto il contributo d'incertezza dell'errore di ripetibilità può essere valutato pari alla deviazione standard dei valori.
Qualora si rilevasse una curva distribuzione non gaussiana, si dovrebbe sospettare l'intervento di un errore sistematico, e richiederebbe un'analisi più complessa.
In pratica, visto che difficilmente possono essere eseguite una vasta serie di misure (per una rigorosa valutazione della varianza statistica) si ricorre ad un'analisi semplificata, ma sostanzialmente corretta, in quanto risultato di un approccio conservativo: il contributo di incertezza è valutato come la semiampiezza dell'errore di ripetibilità diviso radice 3 (si applica il coefficiente per una dispersione rettangolare). Cioè:
{\displaystyle I_{rip}={\frac {E_{rip}}{2{\sqrt {3}}}}}
dove:
{\displaystyle E_{rip}} = errore di ripetibilità (vedi sopra)
{\displaystyle I_{rip}} = contributo d'incertezza dell'errore di ripetibilità.
Nota. Nei casi espressi sopra, l'incertezza è espressa con un coefficiente di confidenza "1" (pari a circa il 68 % dei casi); ma, normalmente, nei documenti le incertezze vengono espresse con coefficiente di confidenza "2" (pari a circa il 95 % dei casi).

## Ripetibilità di uno strumento di misura
La ripetibilità di uno strumento è il grado di concordanza che si riscontra sulle misure di un particolare strumento, quando misura uno stesso misurando, alle medesime condizioni di misura. Gli strumenti, per loro natura costruttivamente complessi, assummono un'infinità di piccoli errori di diversa natura, che combinati si traducono in errori di misura casuali.
La valutazione della ripetibilità strumentale è parte dell'operazione di taratura dello strumento, e deve essere eseguita in laboratori che assicurino il miglior controllo delle condizioni di misura. In questi laboratori è stata valutata la propria incertezza di misura, e questo permette di valutare correttamente in che misura lo strumento sotto esame si presenta ripetibile.
Per il calcolo dell'errore di ripetibilità strumentale valgono le indicazioni generali.
Occorre precisare che per eseguire la ripetibilità di uno strumento è solo necessario che le misure siano eseguite:
a) utilizzando un campione di riferimento la cui caratteristica peculiare sia la stabilità della grandezza fornita anche in tempi 
relativamente brevi ma sufficienti per eseguire le misurazioni,
b) di un ambiente le cui condizioni climatiche (soprattutto la temperatura) siano mantenute stabili per tutta la durata delle prove. 
Quindi, non è necessario che le prove siano eseguite da un laboratorio specializzato o certificato in quanto l'esito delle misure non dipende dalla incertezza del laboratorio ma solo dal rispetto dei due punti sopraccitati.
Generalmente si eseguono 25-50 ripetizione della misura e si calcola la deviazione standard, o scarto tipo, che moltiplicato per un coefficiente K, denominato fattore di copertura, si stabilisce la probabilità che il valore vero del misurando sia compreso nell'intervallo di confidenza di circa 68,3% per K =1 , 95,45% per K=2 e 99,73% per K = 3. Solo in casi particolari, come in automotive, viene utilizzato il valore K pari a 4 per un intervallo di confidenza di ≈ 99,994 %

## Ripetibilità di un attuatore
La ripetibilità di un attuatore, dove per attuatore si intende un organo meccanico che si posiziona nello spazio, è la capacità dei sistemi di attuazione e di controllo di portarsi nello stesso punto nello spazio a seguito di altri spostamenti.  Ad esempio, un braccio robotico potrebbe ripetere un percorso necessario per compiere un lavoro e doversi trovare con una certa precisione in specifici punti del percorso.
La ripetibilità è influenzata dalla velocità con cui si muove l'attuatore, il tempo richiesto per correggere la posizione finale, l'usura meccanica, le condizioni ambientali (temperatura, umidità).
A volte si richiede all'attuatore anche di correggere gli effetti della gravità sull'attuatore stesso ed eventualmente dell'inerzia del carico. Ad esempio, un pistone che spinge dei pacchi per il confezionamento potrebbe essere meno ripetibile se, di volta in volta, i pacchi sono di peso diverso e contribuiscono all'inerzia del movimento del pistone.